# Sanhattan

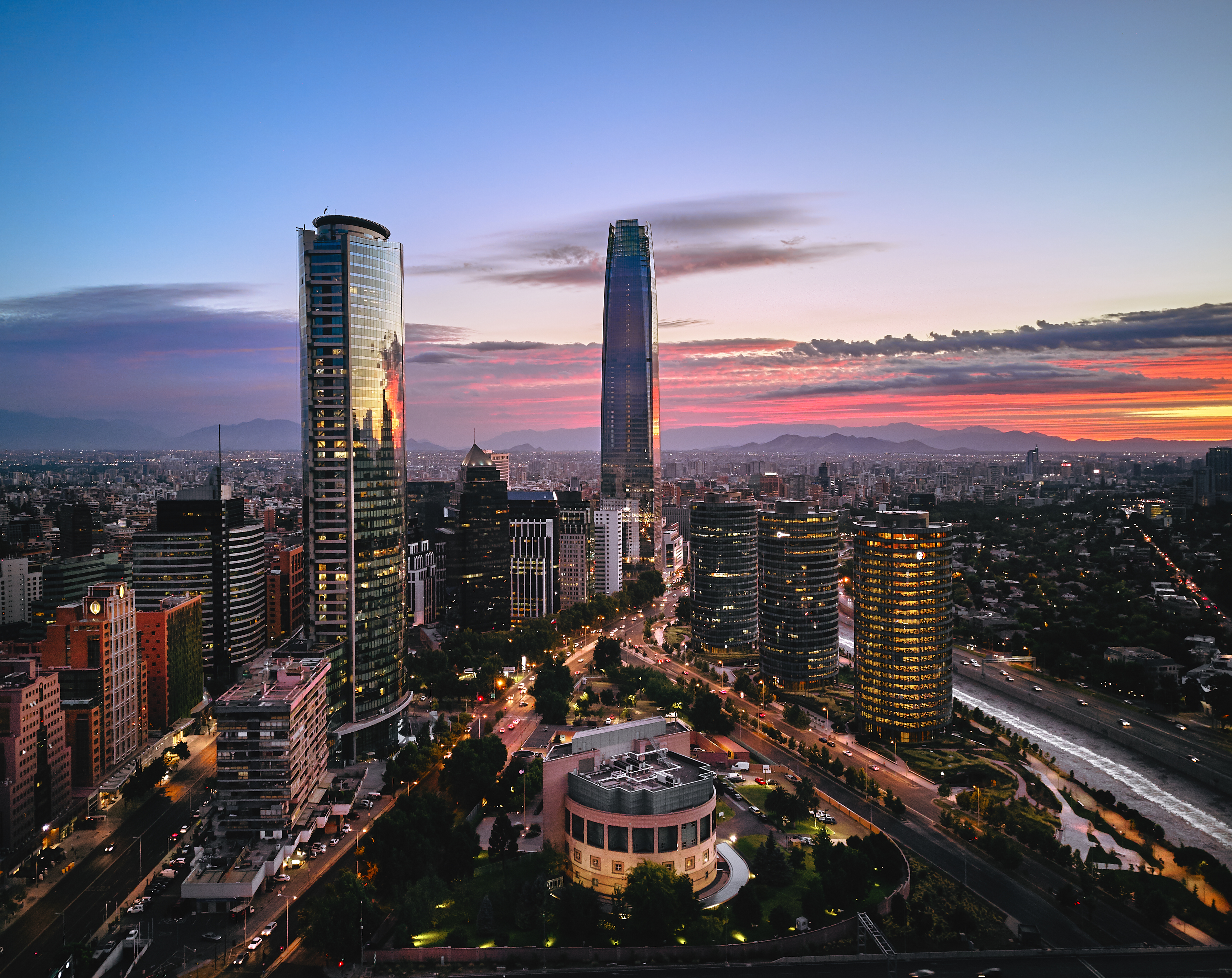
Vista del centro financiero de Santiago en 2018.

Sanhattan (nombre formado a partir de Santiago y Manhattan) es la denominación popular que recibe el distrito financiero de Santiago, capital de Chile, ubicado en el límite de las comunas de Las Condes y Providencia, en el sector oriente de la ciudad. La zona cuenta con más de 50 torres de oficinas de estándar premium y se ha convertido desde los años 1990, junto a la Ciudad Empresarial de Huechuraba, en el principal centro financiero de la capital, desplazando al centro de Santiago; además se posiciona como el quinto de Latinoamérica, aunque ambos sectores siguen siendo los más concurridos para el turismo urbano dentro del Gran Santiago.
El nombre proviene de un artículo de la Revista del Viernes del diario La Nación de Santiago, publicado el 2 de junio de 1995, con el título «Sanhattan, el Manhattan de Santiago», como una ironía del editor de dicha revista, Luis Alberto Ganderats, al comparar el moderno desarrollo en altura del sector con uno de los centros de la economía mundial, tendencia conocida como manhattanización. Con el tiempo, el término fue asimilado por los medios de comunicación, que lo comenzaron a utilizar para nombrar este polígono urbano.

## Historia

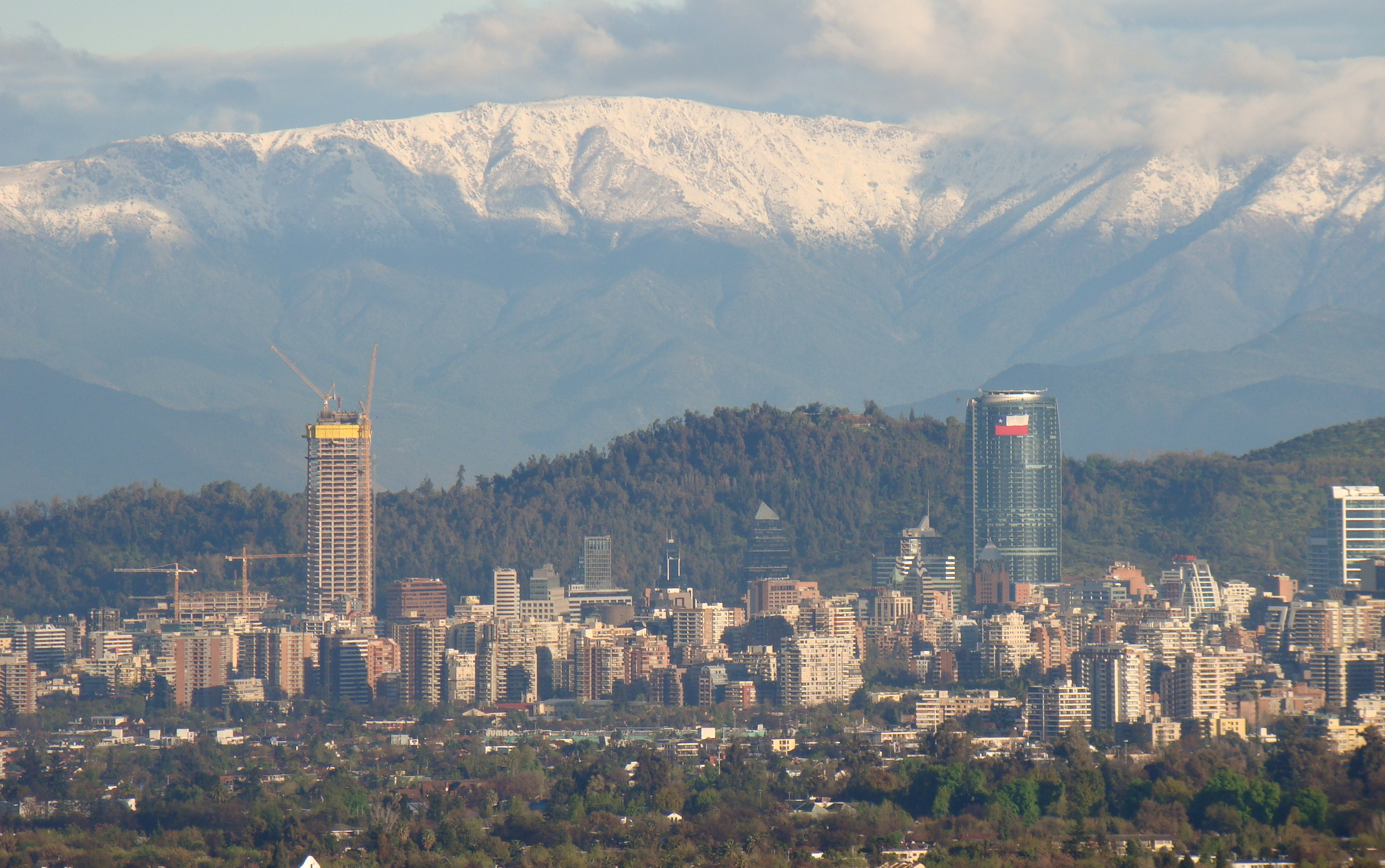
Costanera Center y Titanium La Portada, durante el Bicentenario de 2010.

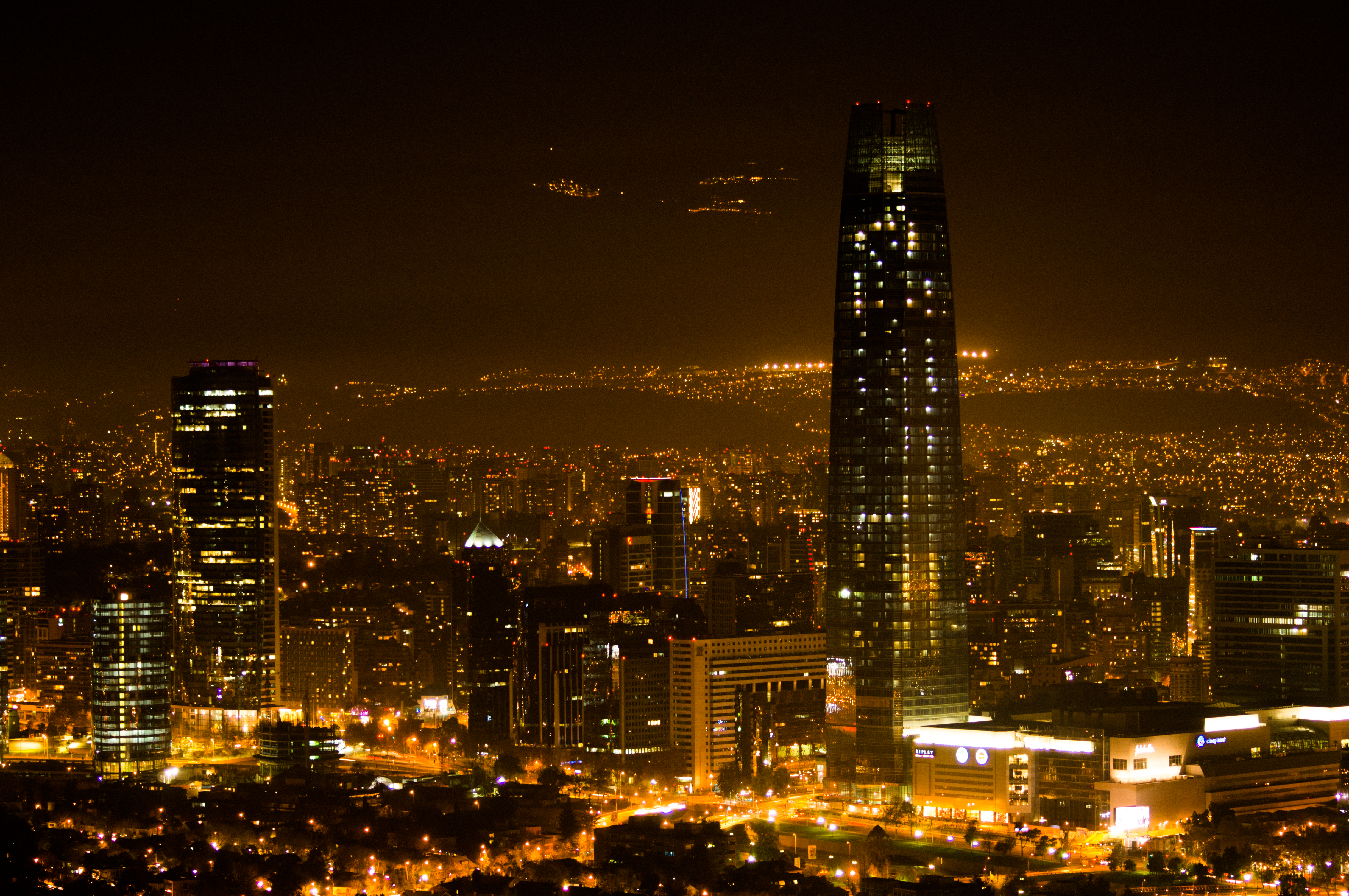
Vista nocturna de Sanhattan en 2013.

Como unidad urbanística, Sanhattan tiene sus orígenes en el «seccional normativo CCU», confeccionado por la División de Desarrollo Urbano e Infraestructura de ese entonces, y cuyo nombre hace referencia a las antiguas instalaciones de la Fábrica Nacional de Cerveza (CCU), que ocupaban originalmente esos terrenos. En 1980, 1985 y 1988, este seccional fue modificado mediante decretos supremos del MINVU (N.º 308/1980, 158/1985 y 232/1988). Estas modificaciones fueron incorporadas en el D.S. N.º 20 MINVU de 1994 y en los Planes Reguladores Comunales de Providencia y Las Condes, cuyas normativas sobre urbanización y edificación que se aplican en Sanhattan se encuentran actualmente vigentes.
La materialización como barrio financiero de Sanhattan se comenzó a fraguar a fines de los años 1980, cuando algunos grupos financieros comenzaron a trasladarse desde el congestionado centro de la ciudad hacia el sector oriente, creando lo que se conoce comúnmente en Estados Unidos como midtown ('centro alto de la ciudad'), a medio camino entre los barrios residenciales de clase acomodada y el centro histórico.

Los problemas de congestión ya estaban colapsando el centro. Entonces, lo que hice fue mirar el mapa y buscar las mejores ubicaciones y me di cuenta de que en el barrio El Golf convergían varias comunas. Eso lo convertía en un lugar con gran potencial de conectividad.
Abraham Senerman, presidente ASL Sencorp.

El hito considerado como clave en el desarrollo de este nuevo barrio fue la inauguración de la Torre de la Industria, un rascacielos de 120 m y 31 pisos —superando a la Torre Santa María, la más alta de la ciudad hasta entonces—, el 16 de diciembre de 1993.
En 2006, se comenzó a construir el complejo Costanera Center, que incluye la Gran Torre Santiago —convertida tanto en el rascacielos más alto como en el edificio comercial más alto de América Latina y en el segundo más alto del hemisferio sur con una altura de 300 m y 70 pisos, tras alcanzar los 300 metros en obra gruesa el 14 de febrero de 2012—, dos hoteles de cinco estrellas, dos torres gemelas de 41 pisos y el mall Costanera Center, el más grande de América del Sur, inaugurado en 2012.
Junto al complejo Costanera Center, en el mismo año se dio inicio a la construcción del edificio Titanium La Portada de 194,0 m y 55 pisos, el cual se convirtió en el edificio más alto de Chile en 2010, siendo superado meses después por la Gran Torre Santiago. Ambos complejos quedan muy cerca del edificio World Trade Center y de una serie de proyectos, convirtiendo definitivamente a Sanhattan en el centro comercial y financiero más importante de Santiago. Así, al año 2010, se tenía una superficie de 247 000 m² de oficinas, muy por sobre los 120 000 m² al año 2007.
Debido a que diversas empresas han escogido este sector como epicentro para desarrollar sus negocios —Lan Chile, Entel, Groupon, Fusiona S.A y otras tantas se ubican en Sanhattan—, en 2010 se iniciaron otros proyectos inmobiliarios entre las torres Titanium y Gran Costanera, con lo cual aumentará sobre los 300 000 m² las superficies destinadas a oficinas.[cita requerida]

## Transporte

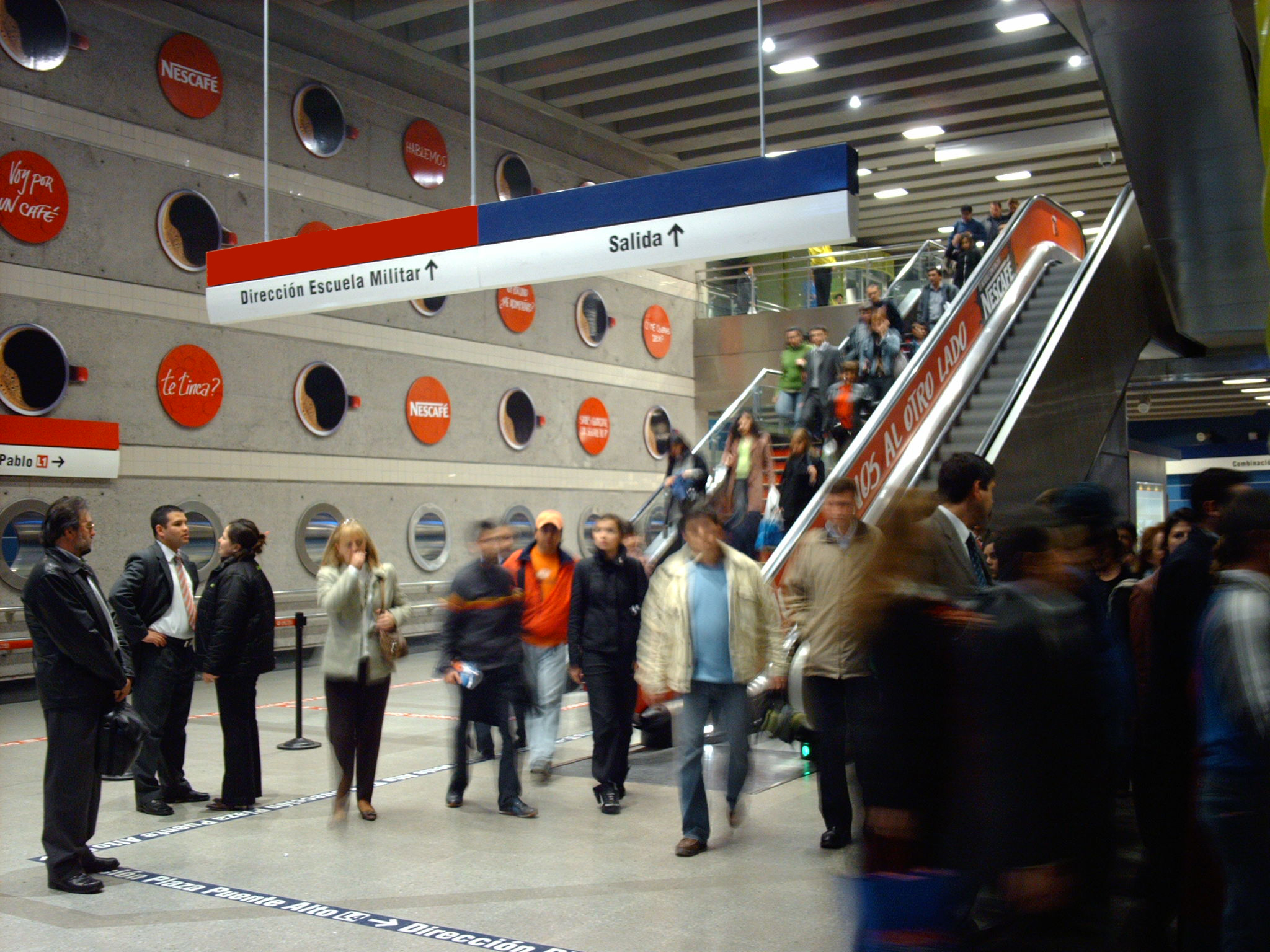
Escaleras de transferencia entre Estación Tobalaba de Línea 1 y Línea 4 del Metro de Santiago

Por el sur, el sector es bordeado por las estaciones Tobalaba, El Golf, Alcántara y Escuela Militar de la Línea 1 del Metro de Santiago. Mientras tanto, por el norte, es bordeado por la autopista Costanera Norte que cruza el área en dirección oriente-poniente. Por último, el túnel San Cristóbal permitió facilitar la conectividad de este sector con los núcleos empresariales y residenciales de la zona norte de la ciudad. A mediados de 2022, fue inaugurado el primer tramo de la autopista Vespucio Oriente (El Salto - Príncipe de Gales), permitiendo agilizar la conectividad del área con otros sectores, además de la nueva Línea 7 del metro, que recorrerá por las avenidas Andrés Bello y Presidente Kennedy y entrará en operación el año 2028.
Pese a estas alternativas, muchos expertos han criticado el sistema de transportes del área, asegurando que no da abasto producto del explosivo aumento de construcciones en los últimos años.

## Edificios principales

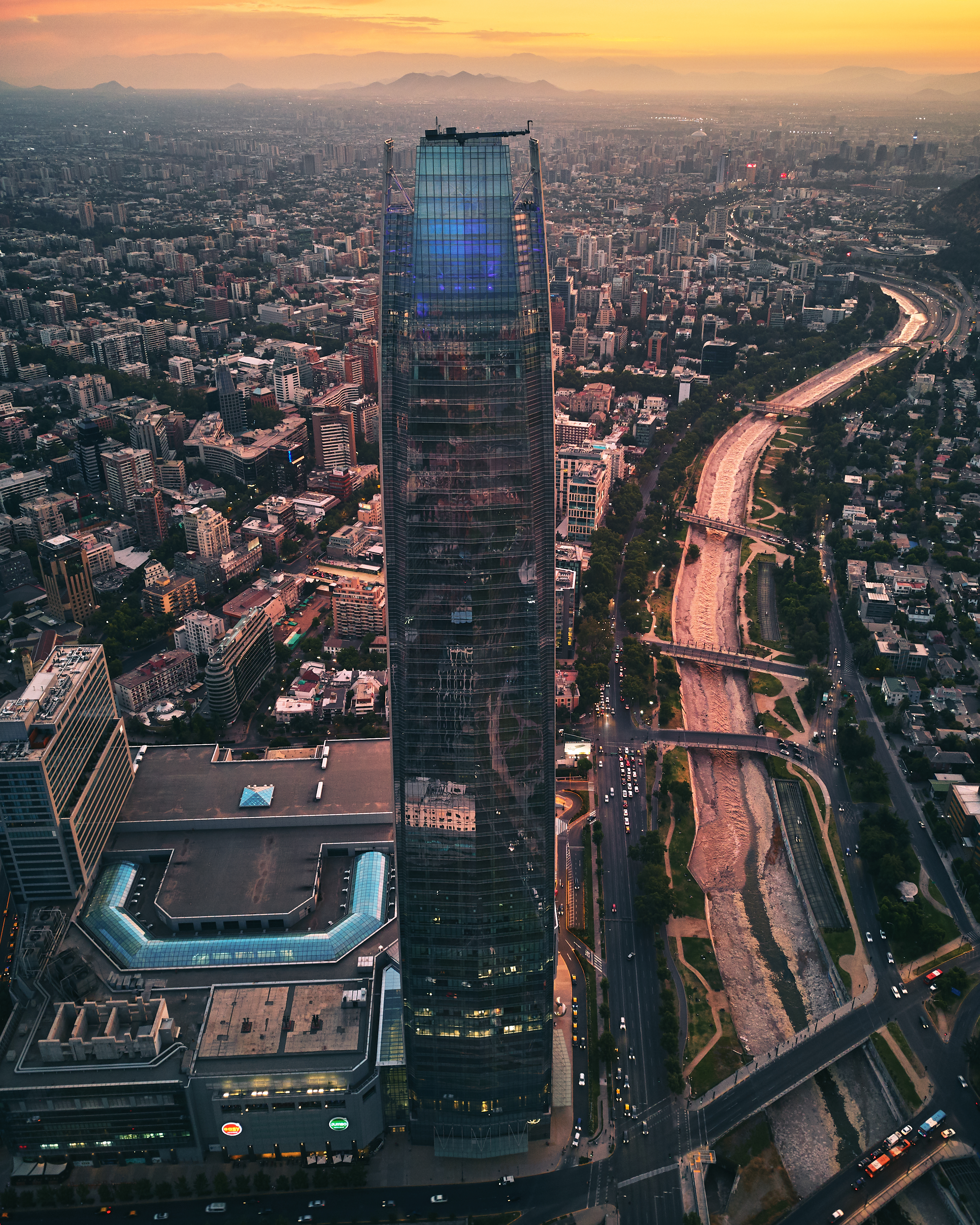
Edificio Gran Torre Santiago.

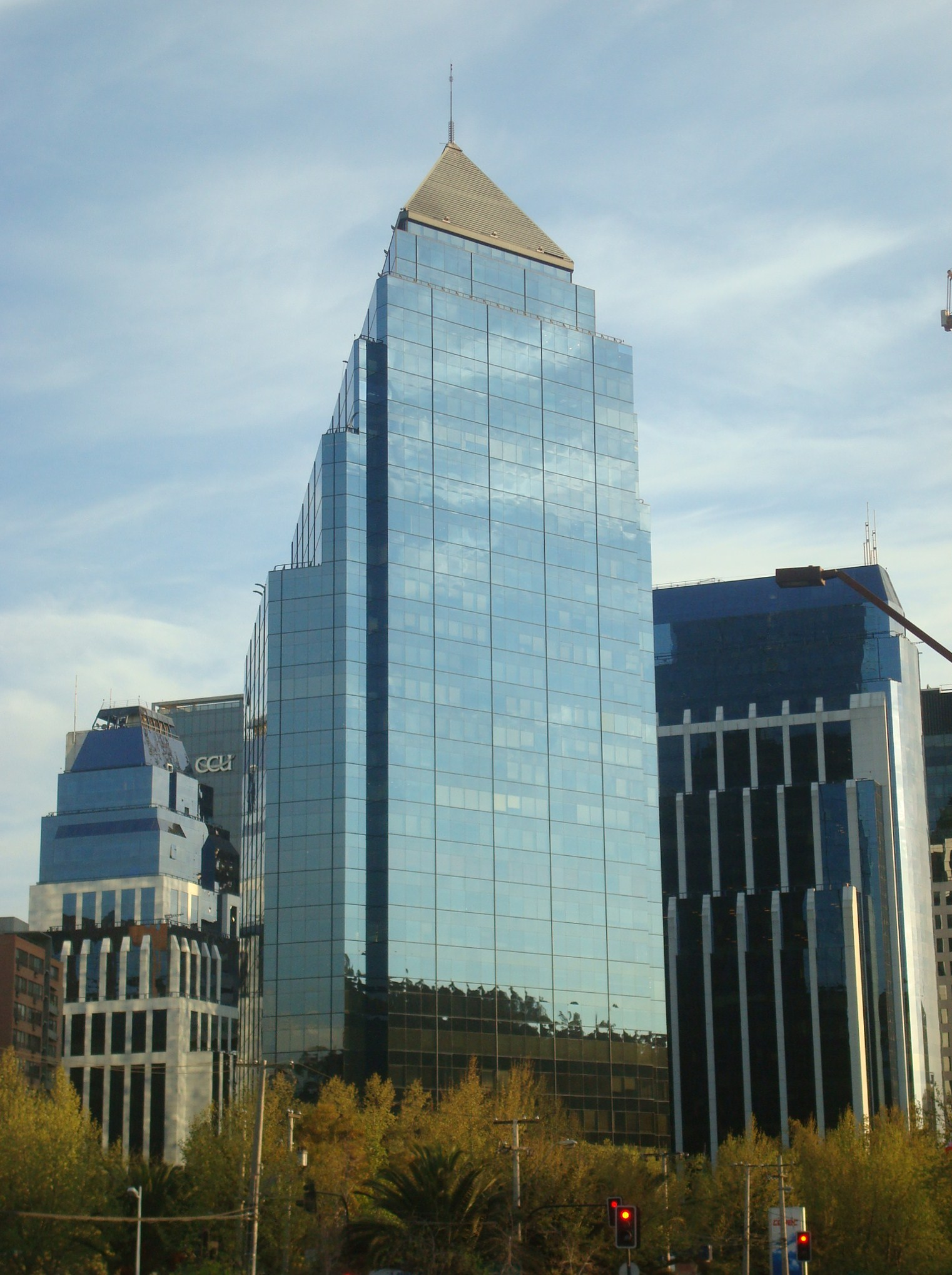
Torre de la Industria.

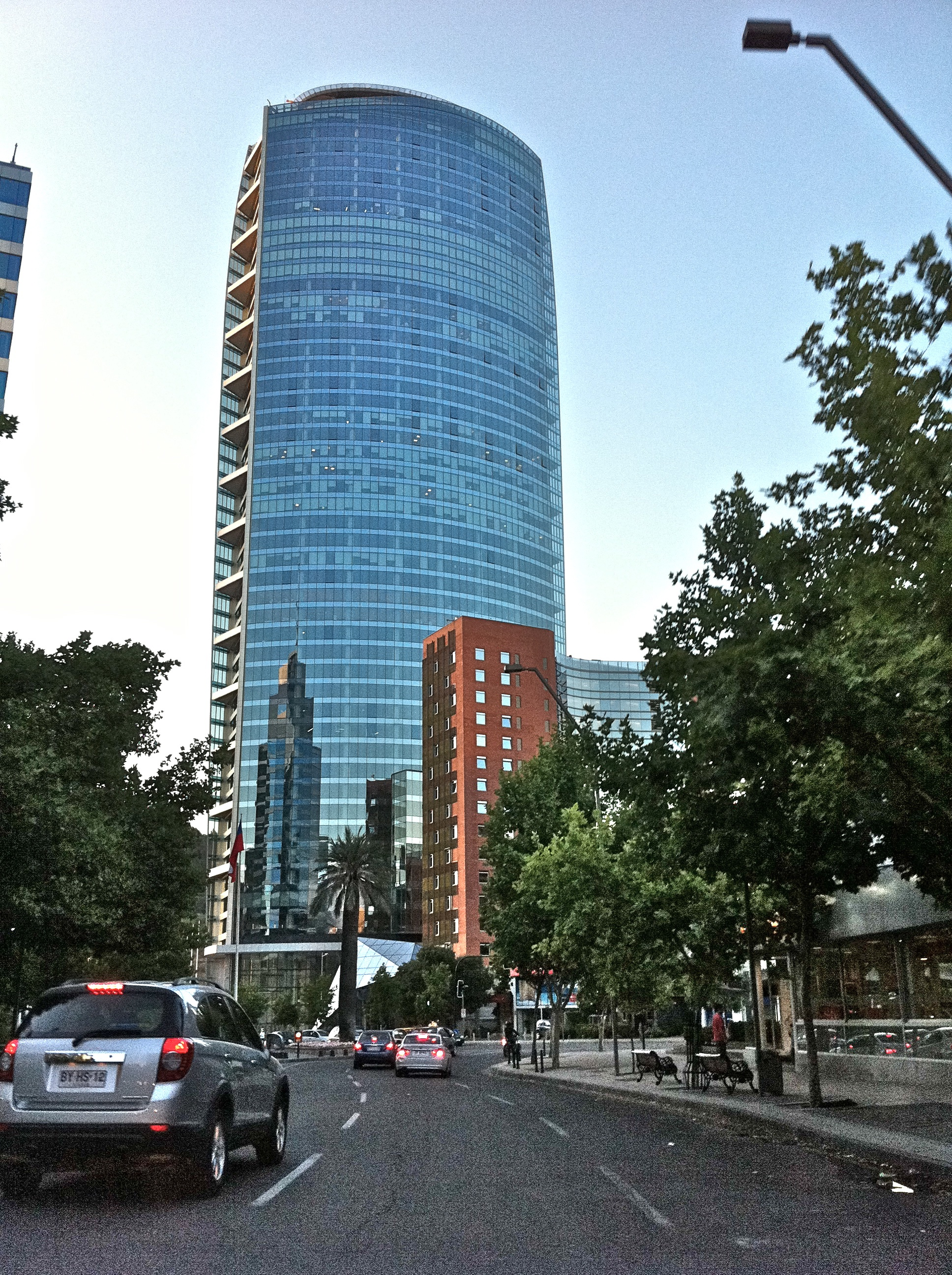
Torre Titanium.

### Costanera Center
Costanera Center es un complejo que cuenta con cuatro edificios ubicados en la intersección de Avenida Andrés Bello con Nueva Tajamar a unos metros de la estación Tobalaba del Metro de Santiago. Su edificio central, la Gran Torre Santiago, cuenta con un área total de 128 000 m² y tiene una altura de 300 metros incluido el espiral, 265 metros hasta el último de sus 60 pisos y está equipado con 48 ascensores de alta velocidad que se mueven a una velocidad de 6,6 metros por segundo.
El conjunto de edificios, de propiedad del consorcio Cencosud, cuenta con un centro comercial de seis pisos (inaugurado en junio de 2012) y dos hoteles de cinco y de cuatro estrellas. Tres de los cuatro edificios estarán destinados a oficinas.

### World Trade Center de Santiago
Perteneciente a una asociación que está presente en más de 85 países, más de 300 ciudades y que cuenta con más de 750.000 contactos de negocios, el World Trade Center Santiago se encuentra en Av. Nueva Tajamar 481 es la Principal Red de Negocios de Sanhattan. El edificio fue construido entre los años 1995 y 1996, con un costo de 50.000.000 USD aproximadamente, y cuenta con 180 oficinas donde trabajan 3000 personas aproximadamente a diario.

### Edificio Corporativo CCU
Conocido popularmente como "Edificio de la CCU" se encuentra en Vitacura 2670 en Las Condes, tiene 105 metros de altura y 19 metros de ancho. Construido entre los años 2005 y 2006, aquel edificio se diseñó para oficinas, en el último terreno disponible de la Compañía de las Cervecerías Unidas (CCU), en el lugar que antes ocupó la antigua planta industrial de la compañía en Las Condes.

### Torre de la Industria
La Torre de la Industria (1994) es un edificio de oficinas que tiene 120 metros de altura y 33 pisos. Posee un remate piramidal y fue el edificio más alto de Chile en 1994, superando por 10 metros a la Torre Santa María (1980), que ostentó el récord por 14 años. Sin embargo, en 1996, el Edificio Corporativo CTC, más conocido como "Torre Telefónica", la superó por 20 metros, a su vez.

### Torre Titanium
La Torre Titanium La Portada es un rascacielos emplazado en el límite entre las comunas de Vitacura, Providencia y Las Condes en Santiago de Chile, ubicado en la avenida Andrés Bello. Su construcción comenzó en el 2006 (inicio de excavaciones) y tuvo fin en enero de 2010, siendo inaugurado el 3 de mayo de 2010.

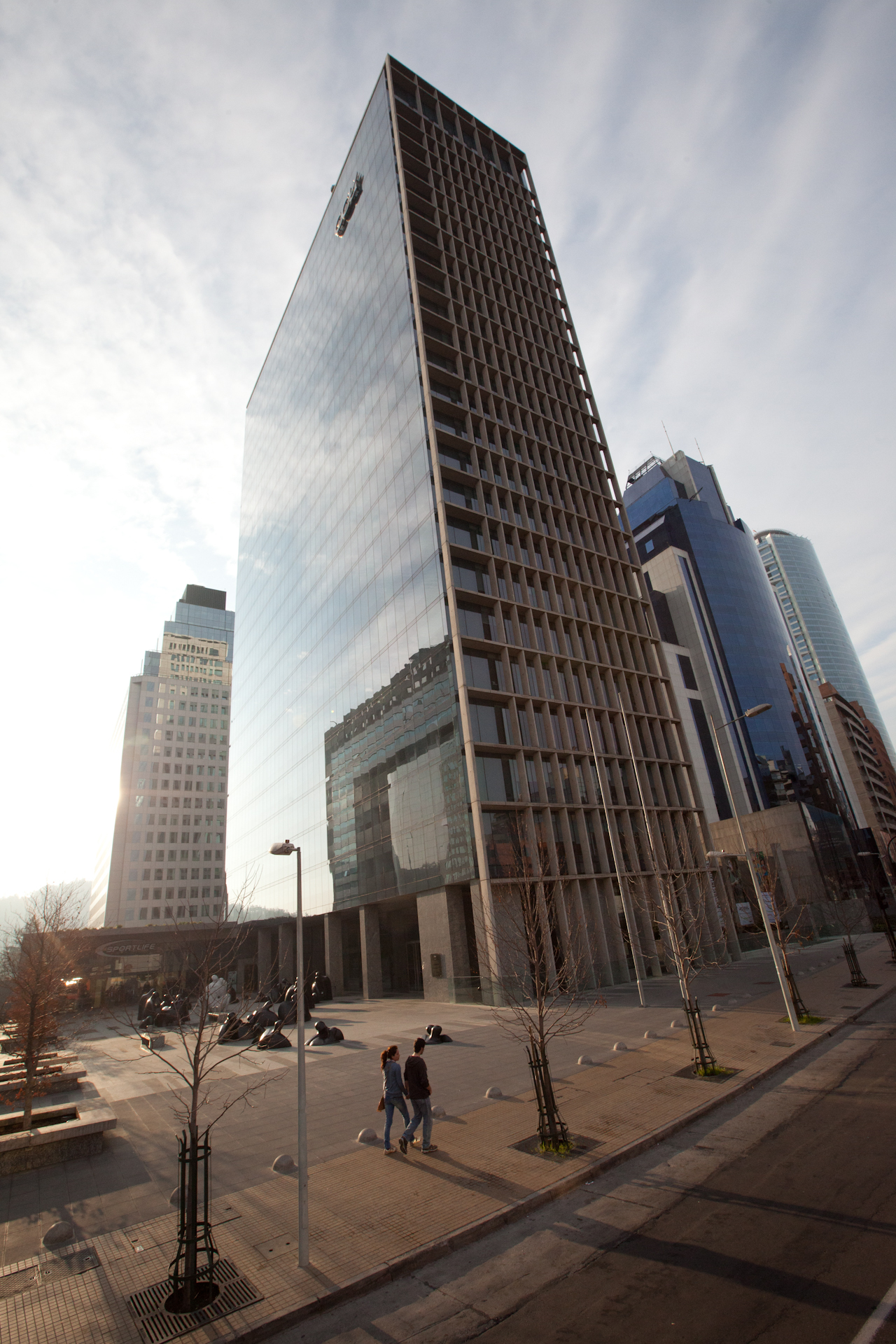
Edificio de la Compañía de Cervecerías Unidas

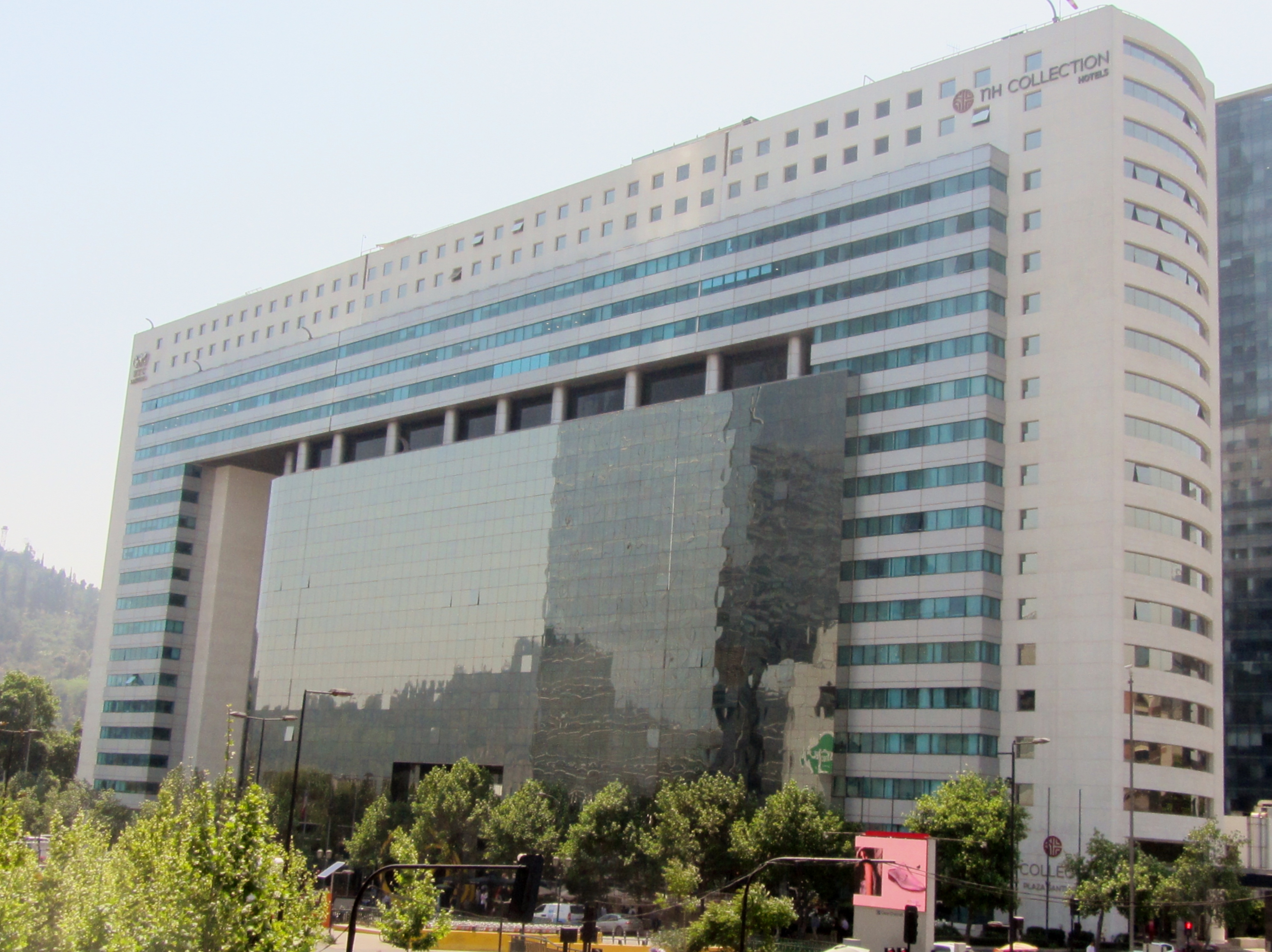
World Trade Center Santiago

Titanium La Portada mantuvo el título del edificio más alto de Chile hasta que fue superado por la construcción de la Gran Torre Santiago del complejo comercial Costanera Center, a fines de 2010. Es uno de los edificios más altos de Sudamérica. Para el terremoto que afectó a Chile en febrero de 2010, Titanium La Portada no resultó con daños estructurales, pero sufrió el desprendimiento de uno de sus balcones laterales, el cual fue reparado a la brevedad. El Edificio tiene 200 metros de altura y 193 metros la azotea tiene 55 pisos y 18 ascensores.

## Empresas
Algunas de las empresas más importantes que tienen sus oficinas y edificios corporativos instalados en el sector son:
- HSBC S.R.L.
- World Trade Center Santiago
- Sargent & Krahn Ltda.
- Grupo Matte:
  - Empresas CMPC S.A.
  - Bice Inv.
  - Colbún S.A.
- Auditoras Consultoras:
  - KPMG
  - Deloitte
  - Ernst & Young
- Grupo Claro:
  - Compañía Sudamericana de Vapores
  - Compañía Electrometalúrgica S.A.
  - Claro y Cia.
- Grupo Luksic:
  - Quiñenco S.A.:
    - Banco de Chile
    - CCU
    - Madeco S.A.
    - Empresa Nacional de Energía ENEX S.A. (Shell Chile)

  - Inversiones TV medios
  - Trans. e inv. Arizona Ltda.
  - Inv. Consolidadas. S.A.
  - Agrícola El Cerrito
  - Las Margaritas S.A.
  - Antofagasta Minerals
- Grupo Yarur:
  - BCI
  - Empresas Juan Yarur
- Grupo Angelini:
  - AntarChile S.A.
  - Empresas Copec S.A.
  - SouthPacific Korp S.A.
  - Comercial Copesca S.L.
  - Celulosa Arauco y Constitución S.A.
  - Forestal Arauco S.A.
  - Sigma S.A.
  - Sociedad Minera Can - Can S.A.
- Grupo Saieh:
  - CorpGroup:
    - Compañía de Seguros de Vida Corp S.A.
    - CORP Administradora de Fondos Mutuos S.A.
    - Corp Asesorías Financieras S.A.
    - CORP Corredores de Bolsa S.A.
    - Corp Corredores de Seguros S.A.

  - Corp Group Banking S.A.:
    - CORPBANCA S.A.

  - SMU:
    - Unimarc (Rendic Hermanos S.A.)
    - Mayorista 10
    - Alvi
    - Dipac
    - Comer
    - ConstruMart
    - OK Market
    - Telemercados
- BTG Pactual
- Esso Chile
- Entel S.A.
- Icare
- Nextel
- Televisa
- Schneider Abogados
- CB Richard Ellis
- IM Trust
- Arrau
- Ultramar, Von Appen
- FFV Desarrollo Inmobiliario
- SalfaCorp S.A.

## Galería

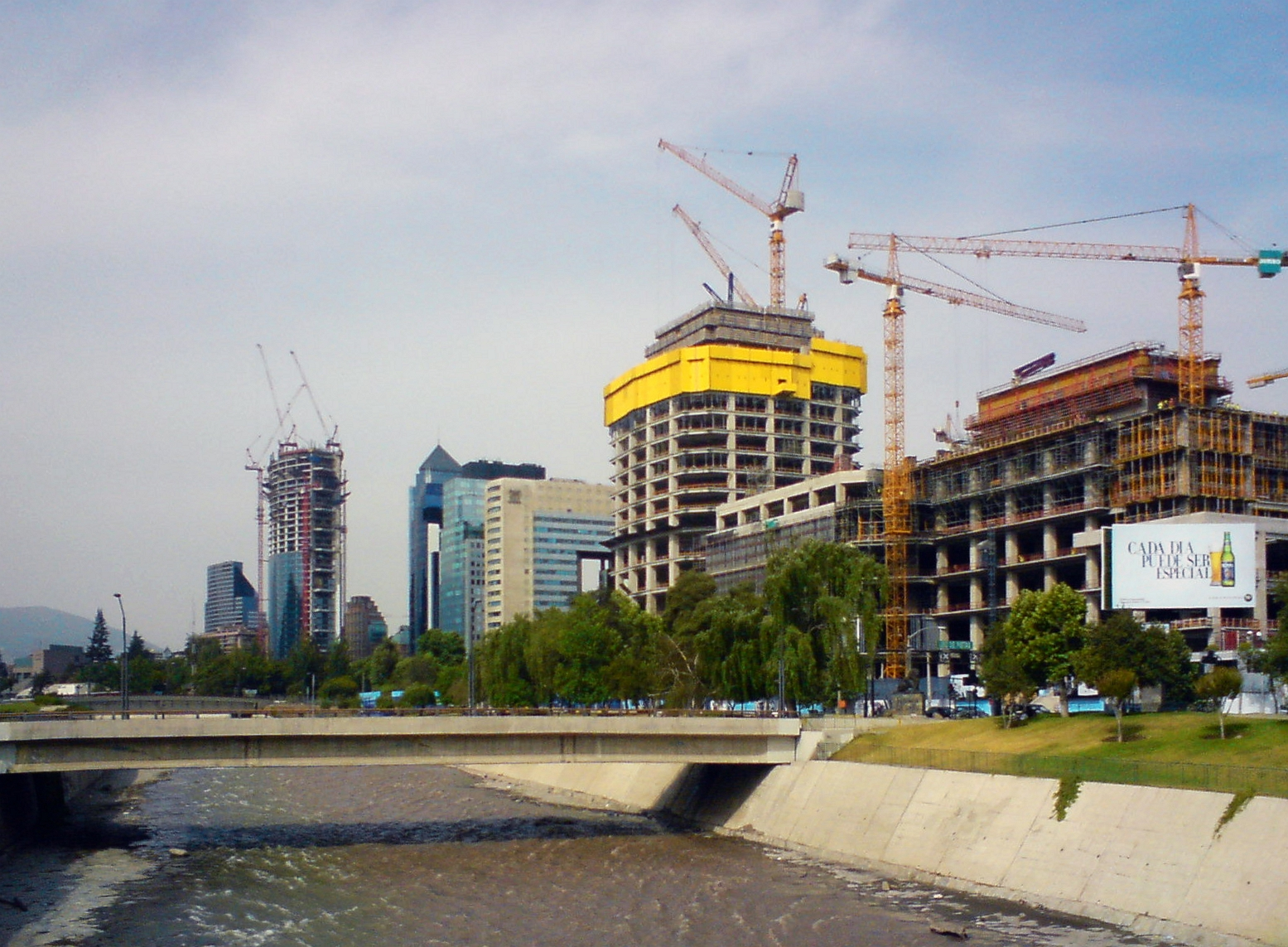
Gran Torre Santiago y Titanium La Portada (al fondo) en construcción en 2008.
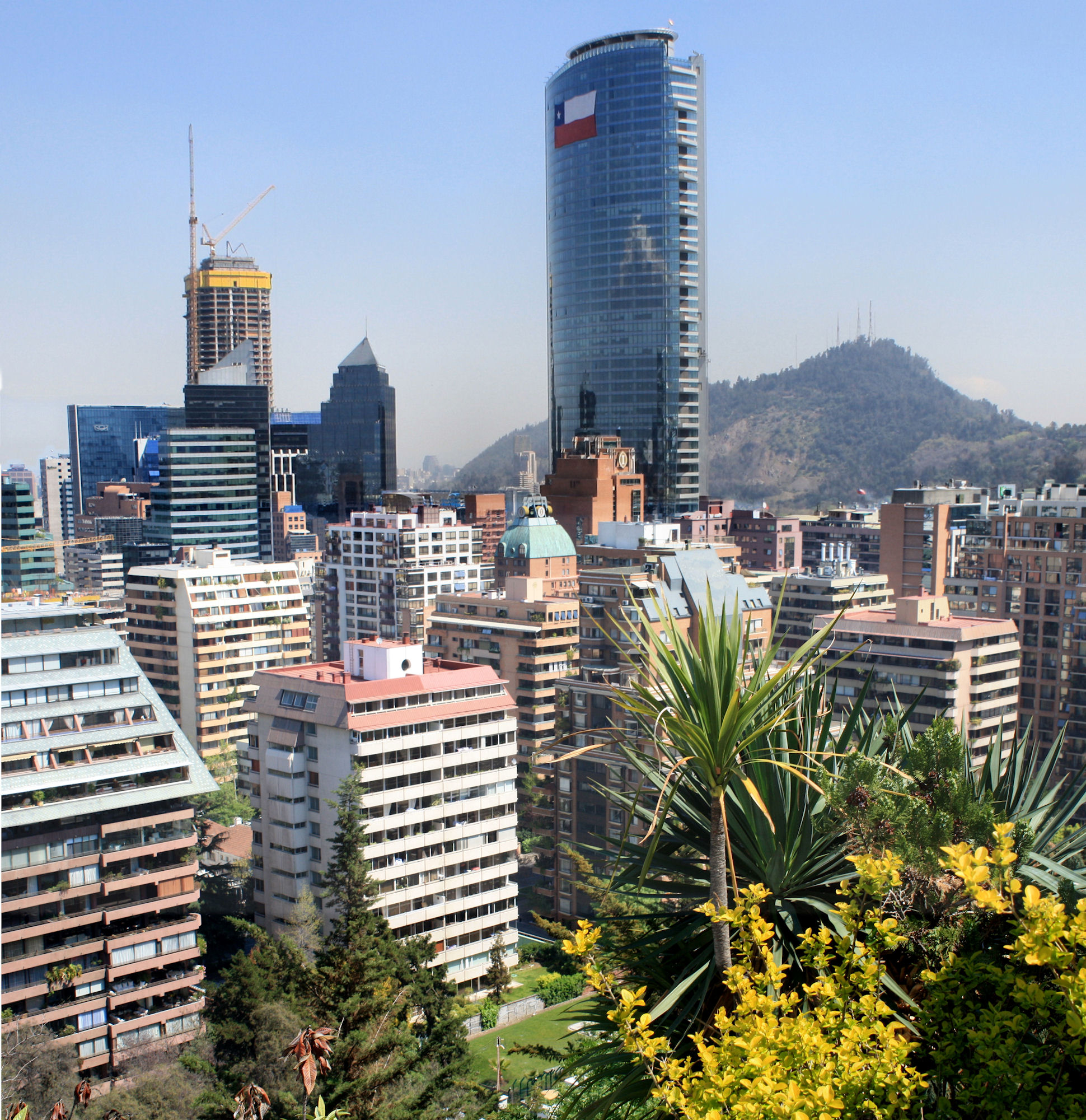
Vista general en 2010.
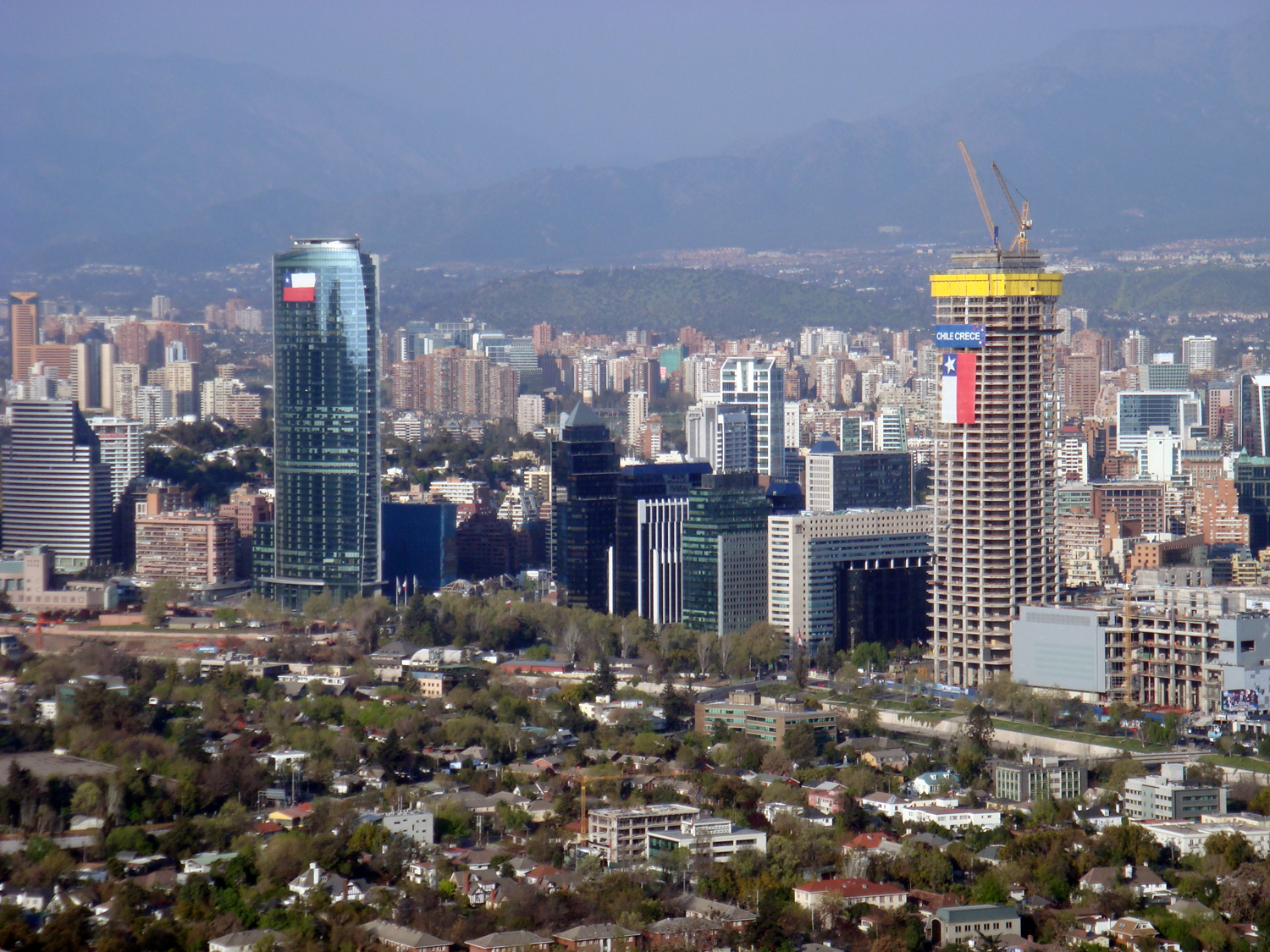
Titanium La Portada y Gran Torre Santiago con banderas de Chile, en septiembre de 2010.
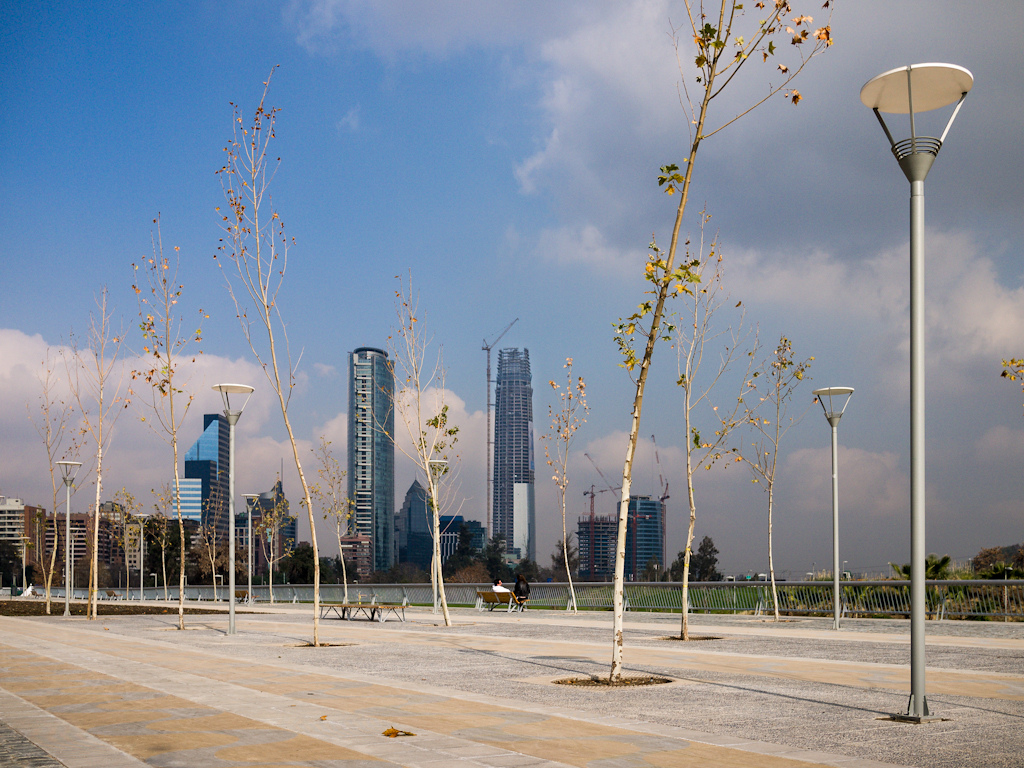
Sanhattan desde el Parque Bicentenario, Vitacura
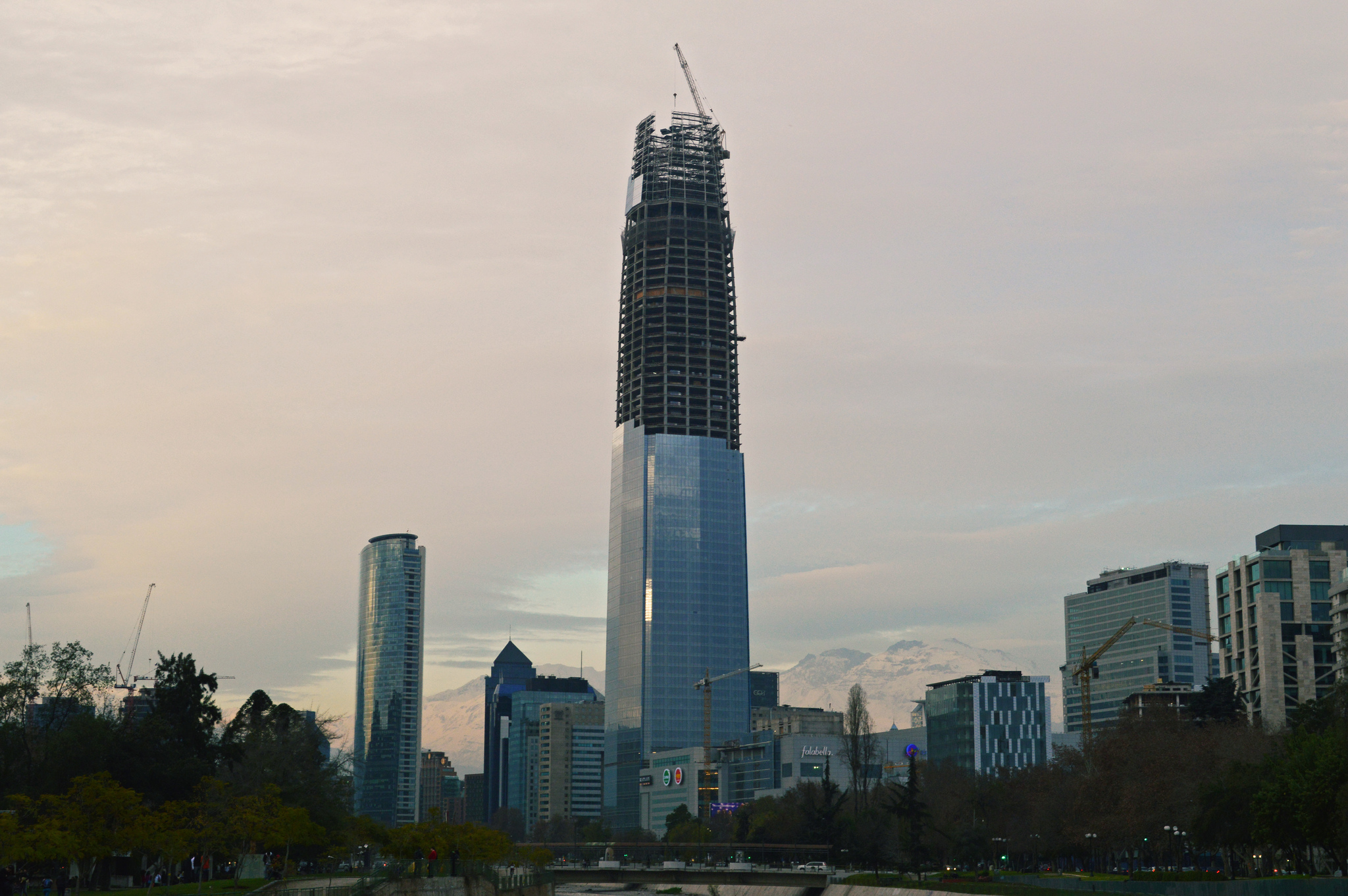
Gran Torre Santiago en construcción.
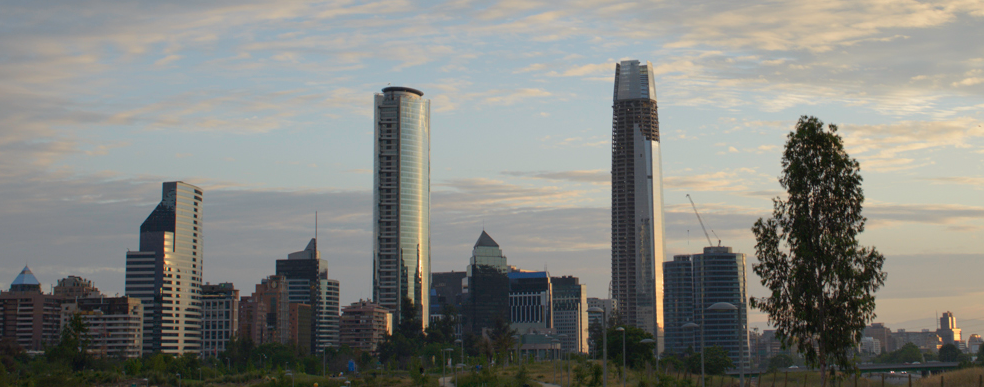
Atardecer en Sanhattan.
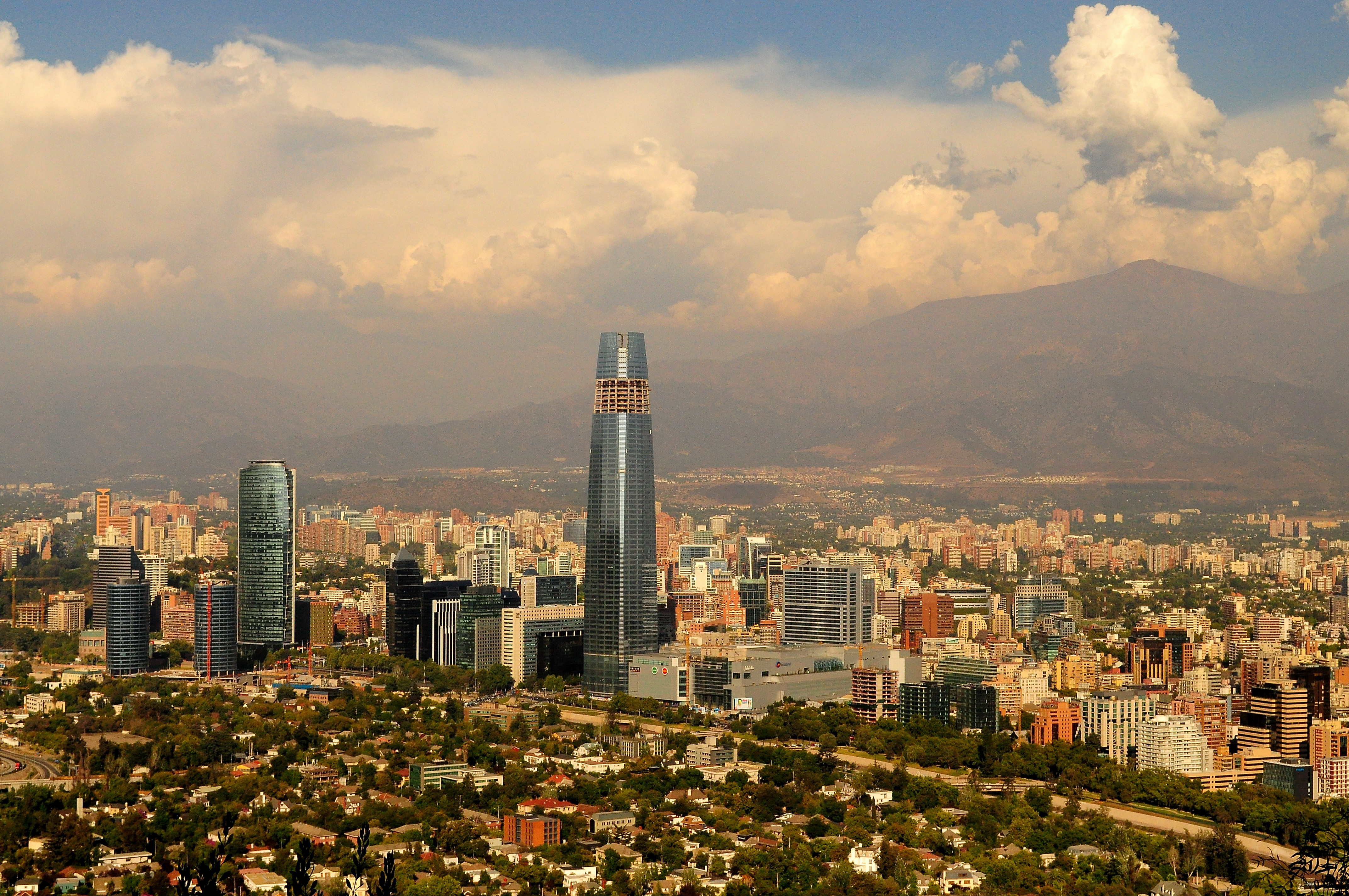
Vista desde el Cerro San Cristóbal.
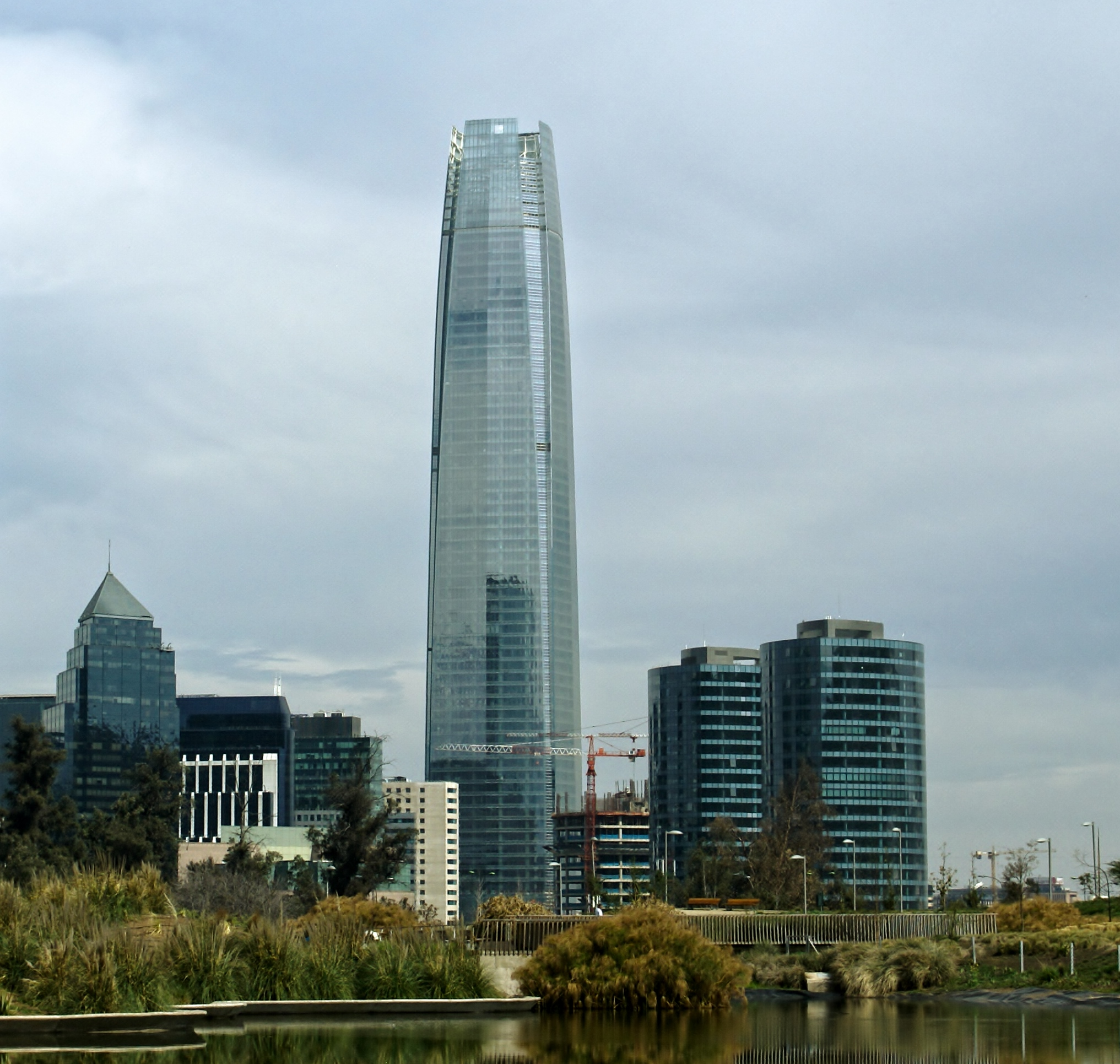
Gran Torre Santiago en septiembre de 2013
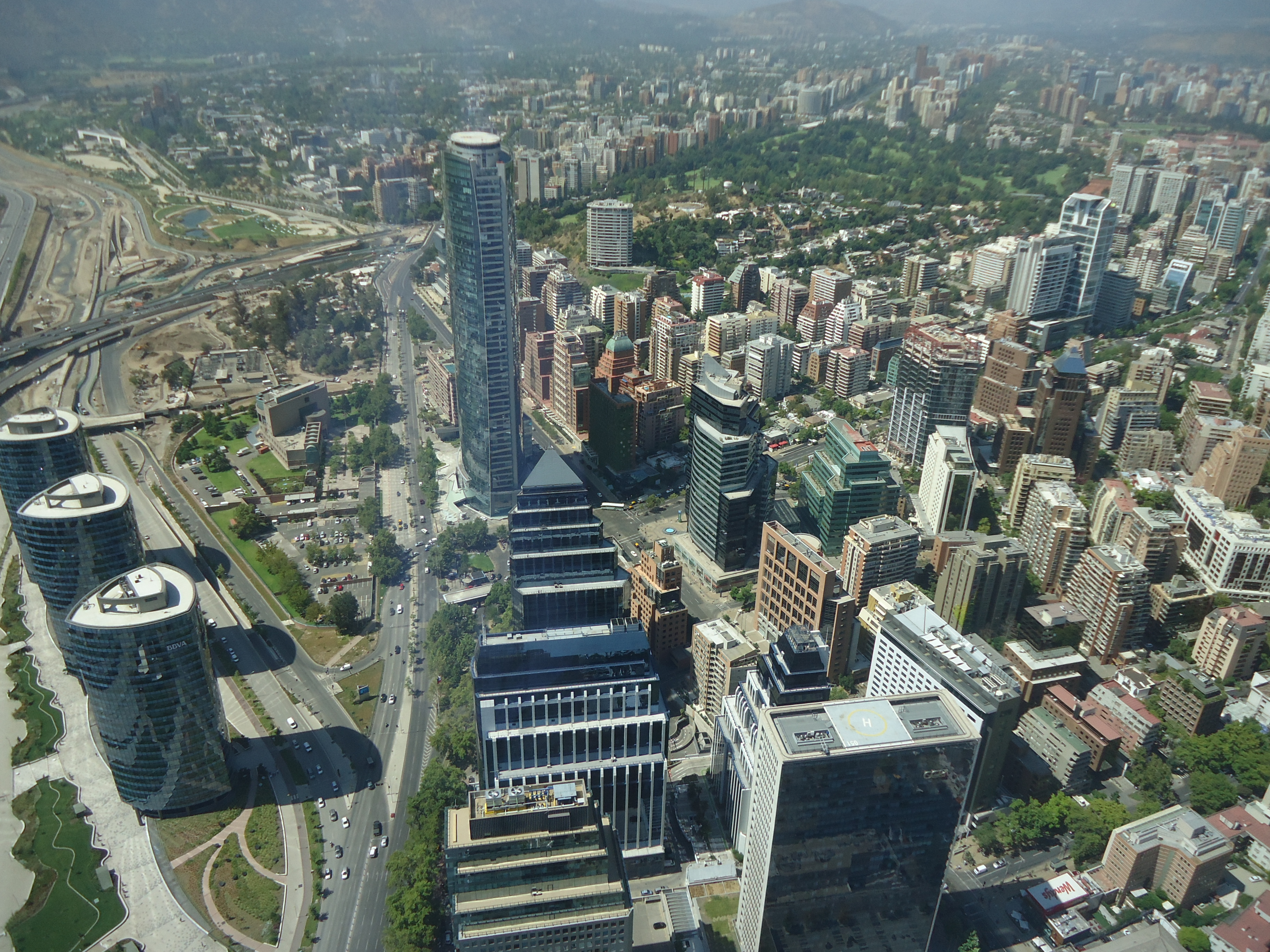
Vista desde Sky Costanera, mirador ubicado en el Mall Costanera Center.